# Joseph Grimaldi
Pour les articles homonymes, voir Grimaldi (homonymie).

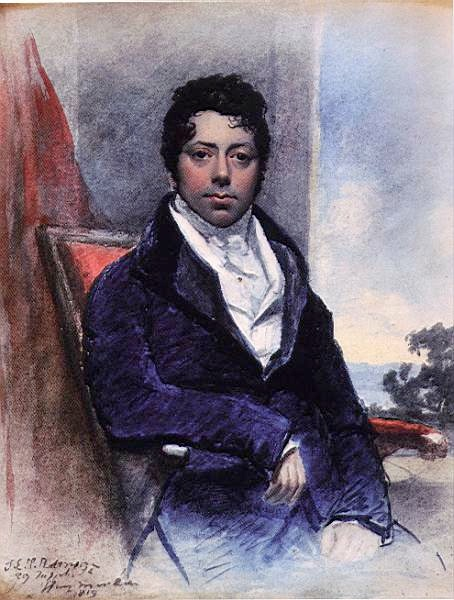
Portrait de Joseph Grimaldi en 1819 par J.E.T. Robinson.

Joseph Grimaldi est un acteur, mime et clown anglais, né à Londres le 18 décembre 1778 et mort à Islington le 31 mai 1837.

## Biographie
Joseph Grimaldi fut le plus célèbre mime et clown anglais du XIXe siècle. Inspiré originellement par la commedia dell'arte, c'est lui qui fixa véritablement le type du clown moderne avec son personnage de Clown Joey.
Né à Londres d'un père artiste, Grimaldi commence à se produire dès son enfance et fait ses débuts sur scène à Drury Lane en 1780. Il connaît le succès au Sadler's Wells Theatre dès l'année suivante. Après de brèves études, il apparaît dans diverses productions à petit budget et devient un interprète enfant recherché. Il obtient les rôles principaux dans Valentine and Orson (1794), The Talisman et Harlequin Made Happy (1796), ce dernier rôle lui procurant une plus grande notoriété.
Vers la fin des années 1790, Grimaldi interprète une version pantomime de Robinson Crusoé, ce qui confirme ses dons de pantomime. De nombreuses productions suivent, mais sa carrière à Drury Lane commençant à devenir turbulente, il quitte le théâtre en 1806 pour se joindre à Covent Garden. Il s'y produit dans des pièces de Thomas John Dibdin qui le font reconnaître comme un comédien de premier plan. Sa popularité à Londres lui permet d'entreprendre des tournées payantes dans toute l’Angleterre.
L'association de Grimaldi avec le théâtre Sadler's Wells prend fin en 1820, principalement en raison de conflits avec la direction. Ayant subi de nombreuses blessures dans ses rôles physiquement exigeants, son état de santé se dégrade rapidement et il prend sa retraite en 1823. Il ne se produit plus qu'occasionnellement par la suite. Dans ses dernières années, Grimaldi sombre dans un relatif anonymat. Il devient alcoolique, dépressif et indigent. Il meurt chez lui à Islington en 1837, à l'âge de 58 ans, trois ans après la mort de sa femme.

### Famille
L'arrière-grand-père de Joseph Grimaldi, John Baptist Grimaldi, était un dentiste de métier et un artiste amateur qui, dans les années 1730, quitte l'Italie pour l'Angleterre. Son fils, le grand-père paternel de Joseph Grimaldi, Giovanni Battista Grimaldi, a commencé à se produire très jeune et a passé une grande partie de sa carrière en Italie et en France. Il aurait été incarcéré à la Bastille à Paris. 
Le père de Joseph Grimaldi, Joseph Giuseppe Grimaldi (vers 1713-1788), acteur et danseur (connu professionnellement sous le nom de Giuseppe ou « le signor »), se rend également à Londres vers 1760 où il est engagé par David Garrick pour jouer Pantalon dans des pantomimes au Théâtre royal de Drury Lane et où il finit par y devenir le maître de ballet. La mère de Grimaldi, Rebecca Brooker, est née à Holborn en 1764. En 1773, en tant que danseuse, elle devient apprentie de Giuseppe, puis sa maîtresse, alors qu'elle avait moins de 14 ans et lui environ 60 ans. Elle donne naissance à Joseph en 1778. Elle élève son fils seule, le père étant peu présent auprès d'elle, à Clare Market, un quartier pauvre de Londres. À la naissance de son autre fils, John Baptiste, Giuseppe revient vivre avec Rebecca. C'est lui qui enseignera à Joseph les rudiments du métier.
Joseph Grimaldi a marié Mary Bristow le 24 décembre 1801. Son fils Joseph Samuel, né le 21 novembre 1802 et mort à 30 ans le 11 décembre 1832, fut également acteur et a accompagné son père dans quelques productions, prenant même occasionnellement sa place lorsqu'il connaissait des ennuis de santé.

## Postérité

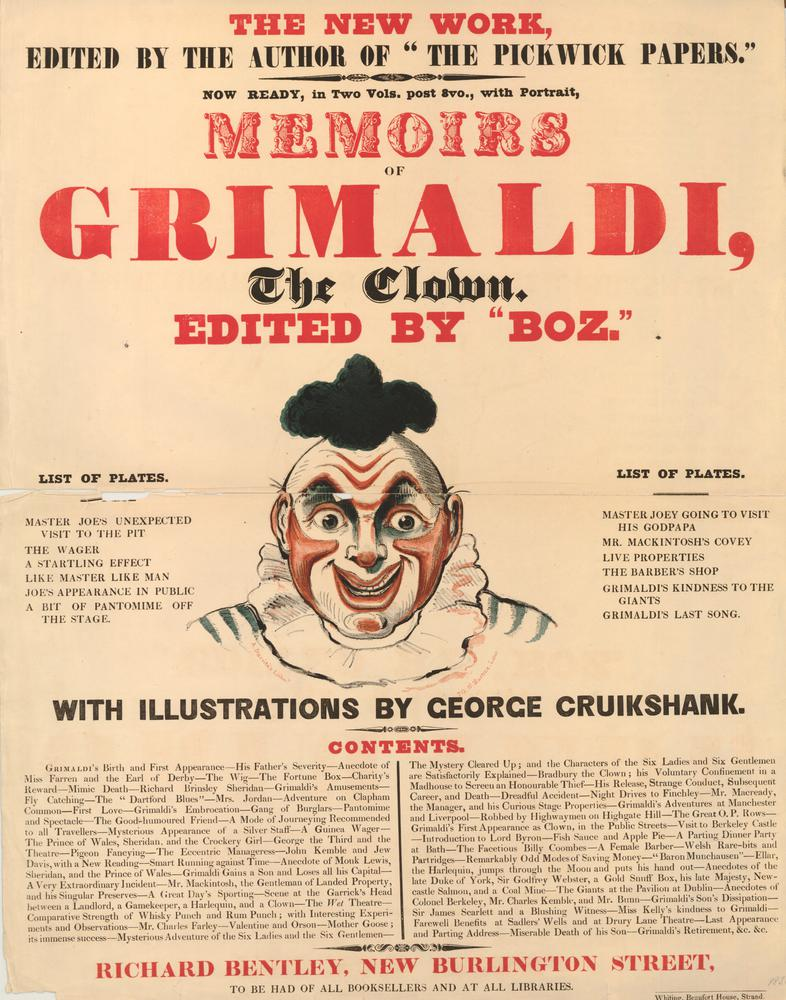
Affiche publicitaire sur l'ouvrage de Charles Dickens consacré à Grimaldi

Après la mort de Joseph Grimaldi, ses Mémoires furent éditées en 1838 par Charles Dickens. Le livre remporte un succès.
La renommée de Grimaldi repose principalement sur ses nombreux succès en tant que clown et sur ses pantomimes. Son clown a fait la satire de nombreux aspects de la vie britannique contemporaine et tourné en ridicule les absurdités de la mode. Il est rapidement devenu le clown le plus célèbre de Londres, élargissant la portée du rôle de clown traditionnel et lui prêtant les traits de plusieurs personnages.
La mémoire de Grimaldi est commémorée chaque année le premier dimanche de février à l'église Holy Trinity de Hackney. Le service, qui a lieu depuis les années 1940, attire des centaines d'artistes du monde entier qui assistent au service déguisés en clown. 
Grimaldi a été enterré à l'église St. James, sur la rue Pentonville, le 5 juin 1837 à Islington. Le site de la sépulture a reçu le nom de Parc Joseph Grimaldi.